# 星野カオリ
星野 カオリ（ほしの カオリ、1987年7月21日 - ）は、日本の女優。茨城県高萩市出身。アルファセレクション所属。体重44kg。

## 出演作品

### 映画
- ローリング（2015年）

### テレビ
- 奇跡のリアルタイム
- マジかよ!! 30ちゃんねる - 金曜日レギュラー

### ドラマ
- GTO 完結編〜さらば鬼塚！ 卒業スペシャル〜（2013年）
- 事件救命医〜IMATの奇跡〜（2013年）
- 救命病棟24時
- ヒロシマ 復興を支えた市民たち 走れ、三輪トラック（2015年）

### Vシネマ
- マフィンヤクザX（2016年）

### CM
- 日清シスコ ココナッツサブレ
- サムスングループ

### 舞台
- 酔っぱらいの高くついた改心 - 主演：ソフィア 役
- なぜシコはお腹を痛がるの？（2015年） - 虫下しメベンダゾール女神 役
- ホームレスと猫とおばさんと（2015年） - 主演：猫のハナコ 役